# بلاغت مقابله‌ای
بلاغت مقابله‌ای (به انگلیسی: Contrastive rhetoric) به بررسی این می‌پردازد که چگونه زبان مادری یک فرد و فرهنگ او روی نوشتن به زبان دوم او تأثیر می‌گذارند یا اینکه چگونه یک زبان مشترک در میان فرهنگ‌های مختلف مورد استفاده قرار می‌گیرد. این اصطلاح توسط زبان‌شناس کاربردی آمریکایی، رابرت کپلن (به انگلیسی: Robert Kaplan)، در سال ۱۹۶۶ ابداع شد تا التقاط و رشد متعاقب دانش جمعی در زبان‌هایی مشخص را نشان دهد. بلاغت مقابله‌ای از سال ۱۹۶۶ تا به امروز به طور گسترده‌ای توسط زبان‌شناس کاربردی زاده فنلاند و مستقر در ایالات متحده، اولا کانر (به فنلاندی: Ulla Connor) و بسیاری دیگر گسترش یافت.